# جيورجي برودي
جيورجي برودي (بالمجرية: Bródy György)‏ هو لاعب كرة الماء مجري، ولد في 21 يوليو 1908 في بودابست في المجر، وتوفي في 5 أغسطس 1967 في جوهانسبرغ في جنوب أفريقيا.

## وصلات خارجية
- جيورجي برودي على موقع اللجنة الأولمبية الدولية (الإنجليزية)
- جيورجي برودي على موقع أوليمبيديا (الإنجليزية)
- جيورجي برودي على موقع اللجنة الأولمبية المجرية (الهنغارية)